# 戸沢秀盛
戸沢 秀盛（とざわ ひでもり）は、出羽の戦国大名。戸沢氏第15代当主。
第14代戸沢征盛の嫡男。母は本堂伊勢守政親の娘。享禄2年（1529年）に64歳で死去。跡を6歳の嫡男道盛が継いだ。